# Pirotecnia autorizada
Pirotecnia autorizada es el primer EP de la banda Attaque 77, lanzado en el año 2006 y difundido como un adelanto de Karmagedon (2007).

## Contenido
Este EP fue grabado a mediados de 2006, siendo el primer material nuevo de la banda tras Antihumano en 2003. Además, cada canción es cantada por diferentes integrantes (excepto Leo De Cecco).
Después de ser puesto en escena y lanzado al comercio, su primer corte de difusión y único fue "Sexismo", una canción que habla sobre la discriminación y la falta de respeto a las personas según su identidad sexual. Además de estos tres temas, el EP cuenta con un videoclip inédito de "Chicos y perros" en video, la cual es una versión en vivo del disco Trapos.

## Canciones
1. Lleno de vida (Ciro Pertusi) - 02:18
2. Los garrapatas (Ciro Pertusi, Martínez) - 03:14
3. Sexismo (Ciro Pertusi, Martínez) - 04:16

### Extras
1. Chicos y perros (Video) - 02:46

## Miembros
- Ciro Pertusi: Voz y guitarra rítmica.
- Mariano Martínez: Guitarra líder y voz.
- Luciano Scaglione: Bajo y voz.
- Leo De Cecco: Batería.
- Martín Bosa: Teclados.